# Blaberus boliviensis
Blaberus boliviensis är en kackerlacksart som beskrevs av Karlis Princis 1946. Blaberus boliviensis ingår i släktet Blaberus och familjen jättekackerlackor.
Artens utbredningsområde är Bolivia. Inga underarter finns listade.